# Kvalspelet till Elitserien i handboll för herrar 2011/2012
Kvalspelet till Elitserien i handboll för herrar 2011/2012 bestod av en serie med sex lag, tre från Allsvenskan och tre från Elitserien. De tre främsta i kvalserien fick spela Elitserien i handboll för herrar 2011/2012. Samtliga lag behöll sina platser inför kommande säsong - de tre elitserielagen kom på plats 1 till 3 och lagen från Allsvenskan kom på plats 4 till 6.

## Tabell
Lag 1–3: Till Elitserien i handboll för herrar 2011/2012
Lag 4–6: Till Allsvenskan i handboll för herrar 2011/2012
| Pos | Klubb            | SM | V | O | F | GM  | IM  | Pts | MSK |
| --- | ---------------- | -- | - | - | - | --- | --- | --- | --- |
| 1   | Hammarby IF      | 10 | 9 | 0 | 1 | 300 | 223 | 18  | +77 |
| 2   | IFK Kristianstad | 10 | 7 | 1 | 2 | 283 | 241 | 15  | +42 |
| 3   | H43              | 10 | 6 | 0 | 4 | 286 | 263 | 12  | +23 |
| 4   | Önnereds HK      | 10 | 3 | 1 | 6 | 270 | 294 | 7   | -24 |
| 5   | IFK Ystad        | 10 | 3 | 0 | 7 | 267 | 300 | 6   | -33 |
| 6   | Stavstens IF     | 10 | 1 | 0 | 9 | 247 | 332 | 2   | -85 |

### Resultat
| Datum         | Match                    | Resultat | Arena              | Publik |
| ------------- | ------------------------ | -------- | ------------------ | ------ |
| 26 mars 2011  | Ystad - H43              | 25 - 27  | Österporthallen    | 701    |
| 26 mars 2011  | Önnered - Kristianstad   | 28 - 32  | ÖHK hallen         | 517    |
| 27 mars 2011  | Stavsten - Hammarby      | 21 - 34  | Söderslättshallen  | 423    |
| 30 mars 2011  | H43 - Stavsten           | 32 - 29  | FoF Sparbank Arena | 721    |
| 30 mars 2011  | Hammarby - Önnered       | 33 - 16  | Eriksdalshallen    |        |
| 30 mars 2011  | Kristianstad - Ystad     | 29 - 30  | Kristianstad Arena | 2.295  |
| 2 april 2011  | Kristianstad - Hammarby  | 24 - 19  | Kristianstad Arena | 1.947  |
| 3 april 2011  | Ystad - Stavsten         | 30 - 29  | Österporthallen    | 718    |
| 3 april 2011  | Önnered - H43            | 28 - 37  | ÖHK hallen         | 429    |
| 6 april 2011  | Hammarby - Ystad         | 34 - 22  | Eriksdalshallen    | 573    |
| 6 april 2011  | Stavsten - Önnered       | 22 - 31  | Söderslättshallen  | 203    |
| 7 april 2011  | H43 - Kristianstad       | 21 - 26  | FoF Sparbank Arena | 1.312  |
| 9 april 2011  | Hammarby - H43           | 25 - 23  | Eriksdalshallen    | 537    |
| 10 april 2011 | Kristianstad - Stavsten  | 28 - 21  | Kristianstad Arena | 1.968  |
| 10 april 2011 | Ystad - Önnered          | 35 - 30  | Österporthallen    | 538    |
| 13 april 2011 | H43 - Hammarby           | 27 - 30  | FoF Sparbank Arena | 675    |
| 13 april 2011 | Stavsten - Kriastianstad | 26 - 37  | Söderslättshallen  | 168    |
| 14 april 2011 | Önnered - Ystad          | 31 - 27  | ÖHK hallen         | 429    |
| 17 april 2011 | Kristianstad - H43       | 27 - 20  | Kristianstad Arena | 2.129  |
| 17 april 2011 | Ystad - Hammarby         | 22 - 31  | Österporthallen    | 561    |
| 17 april 2011 | Önnered - Stavsten       | 34 - 22  | ÖHK hallen         | 169    |
| 20 april 2011 | H43 - Önnered            | 34 - 24  | FoF Sparbank Arena | 621    |
| 20 april 2011 | Hammarby - Kristianstad  | 26 - 22  | Eriksdalshallen    | 347    |
| 21 april 2011 | Stavsten - Ystad         | 29 - 27  | Söderslättshallen  | 168    |
| 26 april 2011 | Ystad - Kristianstad     | 23 - 31  | Österporthallen    | 541    |
| 26 april 2011 | Önnered - Hammarby       | 21 - 25  | ÖHK hallen         | 360    |
| 27 april 2011 | Stavsten - H43           | 23 - 26  | Söderslättshallen  | 192    |
| 29 april 2011 | H43 - Ystad              | 29 - 26  | FoF Sparbank Arena |        |
| 29 april 2011 | Hammarby - Stavsten      | 43 - 25  | Eriksdalshallen    |        |
| 29 april 2011 | Kristianstad - Önnered   | 27 - 27  | Kristianstad Arena |        |